# Marry the Night
Marry the Night is een nummer van de Amerikaanse popzangeres Lady Gaga. Het werd geproduceerd door Fernando Garibay en is geschreven en medegeproduceerd door Lady Gaga zelf. Het nummer werd op 15 november 2011 door Interscope Records uitgebracht de vijfde officiële single en de zesde in totaal. Marry the Night was ook een van de drie singles die uitgebracht werd als promosingle naar aanloop van de release van derde studioalbum Born This Way, dat op 23 mei 2011 uitkwam. Op 6 januari 2012 werd officieel bekendgemaakt dat Interscope "Marry The Night" officieel terug trekt als single. De song raakte verre van de top 10 in de Amerikaanse hitlijsten. Ook op de I-tunes chart floptte het nummer. Daarom werd beslist dat het draaien van de single op de radio en het promoten van het liedje officieel wordt stopgezet. Op 7 januari maakte Interscope opnieuw bekend dat ze Marry The Night een tweede kans zullen geven. Deze beslissing werd genomen nadat de Gaga-Fans in rep en roer stonden na de drastische beslissing.

## Achtergrond
De titel van het nummer werd onthuld in een interview met Ryan Seacrest op 15 februari 2011. Lady Gaga liet weten dat het een van haar favoriete nummers van het album is. Tijdens een interview met Billboard verklaarde zij dat het oorspronkelijk de bedoeling was dit nummer als eerste single uit te brengen. In een ander interview had zij aangekondigd dat Marry The Night als promotiesingle zou worden gebruikt alvorens haar album zou verschijnen. In datzelfde interview maakte Lady Gaga bekend dat Marry the Night mogelijk de derde single zou worden van haar album Born This Way, maar wilde zij deze beslissing ook aan haar fans overlaten. Het werd uiteindelijk The Edge of Glory. Hierdoor is Hair de enige promosingle die niet uitgebracht is.

## De Boodschap
In de videoclip is te zien dat ze wordt geweigerd als artiest bij een Franse platenmaatschappij daardoor heeft ze het gevoel dat ze er niet meer bijhoort. Later is ze zo diep in de put geraakt dat ze het opnieuw deed om er bij te horen. Dit zie je omdat ze danslessen neemt in de videoclip. Daarna zie je dat ze het leven leidt van een superster. Totdat het noodlot toe slaat; ze wordt levend verbrand.

## Videoclip
De opnames voor de videoclip begonnen op 10 oktober 2011 op Staten Island in New York. Bekenden die hierbij aanwezig waren, waren de Amerikaanse actrice Jenna Ushkowitz, bekend van haar rol als Tina in de televisieserie Glee, en Dina en Pepper, Gaga's achtergronddansers in 2008. De videoclip ging op 2 december 2011 op E! in première en later op de dag op VEVO. De videoclip begint met Gaga die slapend op een brancard een ziekenhuis wordt binnengedragen door twee zusters. In de tijd dat ze vervoerd wordt, vertelt ze haar mening over herinneringen. De zuster controleert haar hartslag en controleert de vreemde plek op haar rug. Gaga vraagt of zij het zal halen, waarop zij een negatief antwoord van de zuster krijgt. Gaga antwoordt terug door te zeggen dat ze het moet halen omdat ze niets meer heeft om te verliezen. Daarna is er een piano te horen en rennen alle vrouwen op de afdeling lachend in hun ondergoed rond.
Daaropvolgend zie je Gaga balletpasjes doen en komen er elfachtige figuren van haar af. Tijdens de balletvoorstelling zie je flashbacks van Gaga in het Frans. Ook loopt ze naakt en gek te doen. Hierna is ze in bad te zien terwijl ze haar haar in een mintkleur verft en een gedeelte van Marry the Night zingt. Dan komt zij herboren een autokerkhof op en begint het nummer. Tijdens de optredens op het autokerkhof zijn er flashbacks van haar in de balletzaal. Later danst ze op een drukke autoweg het laatste deel van haar nummer. Op het einde zit ze in een vuur en wordt ze meegenomen door de nacht. Eind februari is de video al meer dan 35 miljoen keer bekeken.

## Liveoptredens
Op 30 oktober 2011 voerde Gaga het nummer voor het eerst op voor groot publiek tijdens de Formula One afterparty in India. Dit was tevens de eerste keer dat Lady Gaga het nummer akoestisch ten gehore bracht.
Op 6 november 2011 voerde Gaga tijdens de MTV Europe Music Awards in Dublin de albumversie van Marry the Night voor het eerst op. Verder voerde Gaga tijdens de Bambi Awards , Grammy Nominations , X - Factor en Ellen Degeneres de albumversie van "Marry The Night". Tijdens het optreden bij Ellen Degeneres was Gaga verkleed als balletdanseres. Tijdens New Years Eve zong Gaga eerst Heavy Metal Lover en daarna zong ze Marry The Night gevolgd door Born This Way.
Lady Gaga brengt Marry The Night ten gehore als toegift tijdens The Born This Way Ball Tour, die 27 april 2012 van start was gegaan.

## Tracklist
| Nr. | Titel                                           | Duur  |
| --- | ----------------------------------------------- | ----- |
| 1.  | Marry the Night (album version)                 | 04:24 |
| 2.  | Marry the Night (David Jost & Twin Radio Remix) | 03:31 |

| Nr. | Titel                                                                 | Duur  |
| --- | --------------------------------------------------------------------- | ----- |
| 1.  | Marry the Night (The Weeknd & Illangelo Remix)                        | 04:04 |
| 2.  | Marry the Night (Totally Enormous Extinct Dinosaurs 'Marry Me' Remix) | 05:49 |